# Porțile de mărgăritar
Porțile de mărgăritar reprezintă un nume informal pentru poarta de acces la Cer din mitologia creștină. Această expresie este inspirată de descrierea Noului Ierusalim din Apocalipsa 21:21 Cele douăsprezece porți erau douăsprezece mărgăritare, fiecare poartă fiind realizată dintr-un singur mărgăritar.
„Cele douăsprezece porți erau douăsprezece mărgăritare. Fiecare poartă era dintr-un singur mărgăritar. Ulița cetății era de aur curat, ca sticla străvezie.”

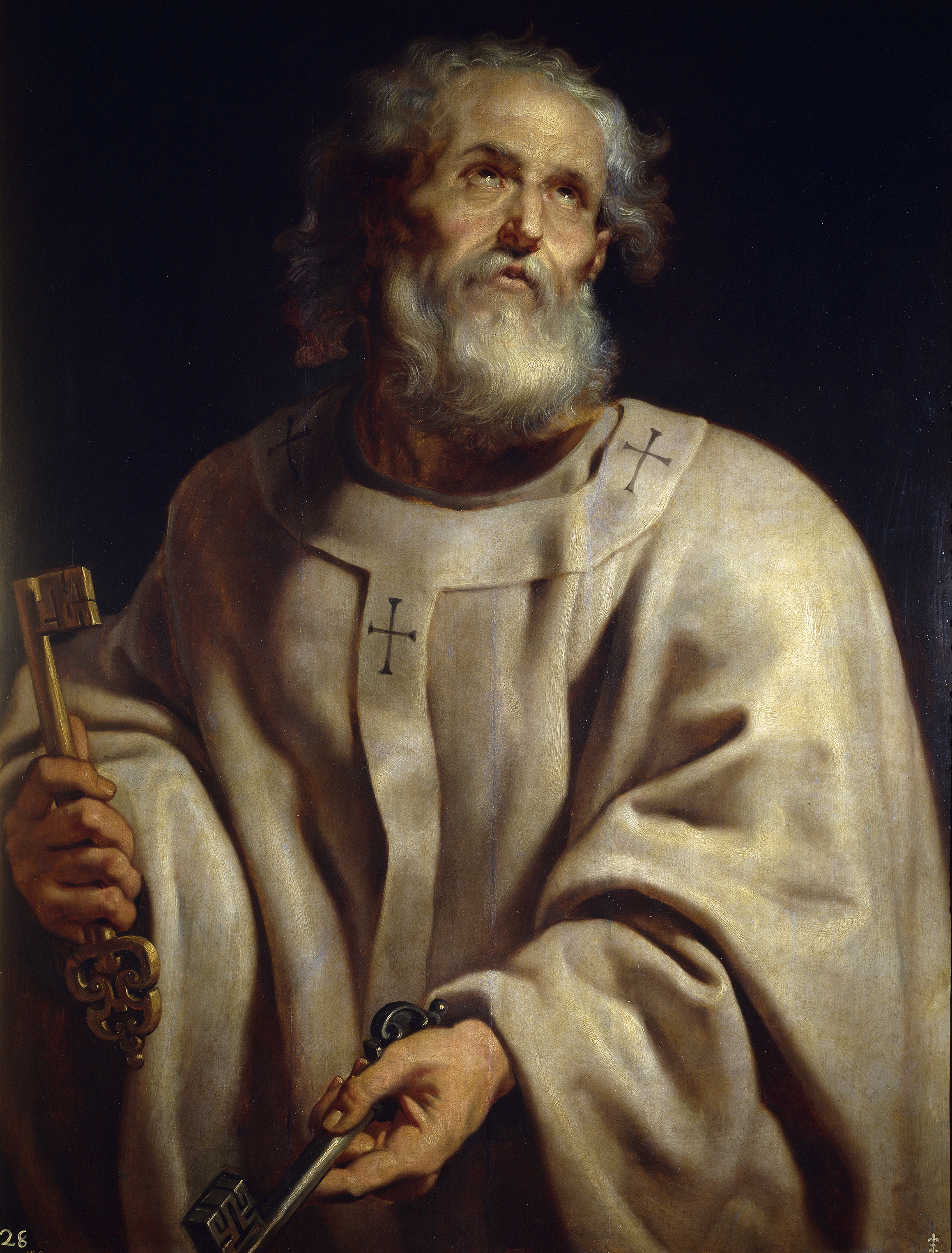
Sfântul Petru păzind porțile de mărgăritar având cheile împărăției în mâini. Pictură de Rubens.

Imaginea porților în cultura populară este un set de porți mari albe sau din fier, aflate în nori, păzite de Sfântul Petru (deținător al cheilor împărăției); aceia care nu sunt vrednici să intre în cer li se refuză intrarea la porți, și, astfel, coboară în Iad.